# 鯱和三郎
鯱 和三郎（しゃちほこ わさぶろう、明和9年（1772年） - 天保4年2月9日（1833年3月29日））は、筑後国（現、福岡県久留米市）出身で小野川部屋に所属した大相撲力士。最高位は東前頭3枚目。友鵆壽作の養子かと思われる。

## 経歴
初土俵・新入幕は寛政9年（1797年）10月場所。文化元年（1804年）3月場所を以て引退。
寛政12年（1800年）10月場所初日、東幕下3枚目（現在なら十両に相当）の地位で44連勝中だった西大関雷電爲右エ門と対戦、立ち合う前から勝負あったと観客も帰りじたくをはじめたほどだったというこの一番に勝利する。西方の第一人者雷電に対するこの「大銀星」はまた、東方を独占する久留米藩抱えの力士たちにとって、総帥小野川喜三郎以来の悲願の一勝でもあった。
その後は幕内と幕下を行き来しながら現役を終えることになり、雷電に勝った一番だけで相撲史に名をとどめたと言える力士である。雷電戦通算は1勝3敗。
44連勝は雷電の最多連勝記録であり、この一敗をはさんで柏戸宗五郎 (大関)に敗れるまで36連勝があり、これに勝っていれば81連勝に達していた。雷電にとっては本場所で喫した10敗の中でも、痛恨の黒星だったことになる。

## 成績
- 番付在位場所数：14場所
- 幕内在位：5場所
- 幕内成績：13勝20敗10休3分3預

### 場所別成績
| 1797年 | x                          | 東前頭5枚目 3–4–2 1預  |
| 1798年 | 東前頭5枚目 2–1–7          | 東幕下6枚目 3–3 1預1無 |
| 1799年 | 東幕下5枚目 2–5            | 東幕下13枚目 –         |
| 1800年 | 東幕下3枚目 3–1 1無        | 東幕下3枚目 2–3        |
| 1801年 | 東前頭6枚目 3–5 2分        | 番付非掲載 不出場      |
| 1802年 | 東前頭5枚目 3–4–1 1分1預   | 東幕下6枚目 2–5        |
| 1803年 | 東幕下4枚目 2–1 1無        | 東幕下筆頭 1–7         |
| 1804年 | 東前頭3枚目 引退 2–6–0 1預 | x                      |
| 各欄の数字は、「勝ち-負け-休場」を示す。 優勝 引退 休場 十両 幕下 三賞：敢=敢闘賞、殊=殊勲賞、技=技能賞 その他：★=金星 番付階級：幕内 - 十両 - 幕下 - 三段目 - 序二段 - 序ノ口 幕内序列：横綱 - 大関 - 関脇 - 小結 - 前頭（「#数字」は各位内の序列） |                            |                        |

- この成績表でテンプレートの仕様上「幕下」となっている部分は、番付表の上から二段目であるため、「二段目」と呼ぶ方が正確である。当時は段ごとに力士の地位を待遇差で区別する発想がまだ確立しておらず、二段目以下でも番付表で「前頭」（「同」表記でない）と書かれている部分までは「幕内格」と見るべきだという説がある。
- 二段目11枚目以下の地位は小島貞二コレクションの番付実物画像による。